# Digger
Digger — відеогра, випущена канадською компанією Windmill Software в 1983 році для комп'ютерів IBM PC. Гра була дуже популярна в часи широкого використання моніторів і відеокарт стандарту CGA.

## Ігровий процес
Ігровий персонаж у вигляді землерийної машини переміщується під землю, риючи горизонтальні і вертикальні тунелі, щоб зібрати самоцвіти й мішки з золотом. Через кілька секунд за ним починають слідувати чудовиська, намагаючись торкнутися і цим вбити. Гравець може знищити переслідувачів, скинувши на них мішок, який можна штовхати по вертикальних тунелях. При падінні більш ніж на один рівень мішок розсипається купою золота. Гравець може стріляти прямо перед собою, але на перезарядку потрібний час. При знищенні одного чудовиська на початку тунелів з'являється нове. Для кожного рівня існує максимум ворогів, після досягнення якого в кутку з'являється вишня. Якщо її підібрати, персонаж отримує тимчасову можливість з'їсти чудовиськ, подібно як в грі Pac-Man.
З кожним рівнем складність зростає: кількість чудовиськ, як загальна, так і наявних одночасно, збільшується. Вороги швидше рухаються, збільшується час на перезарядку зброї і зменшується тривалість можливості поїдання чудовиськ.
Гравець отримує 25 очок за кожний зібраний самоцвіт, і бонус в 250 очок, якщо збере 8 підряд. Також 250 очок нараховується за знищення чудовиська будь-яким способом. 200 очок отримується за перше з'їдене чудовисько, 400 — за друге і так далі, подвоюючись кожного наступного разу. Зібране золото дає 500 очок, ще 1000 дається після поїдання вишні. За кожні 20000 очок гравець винагороджується ще одним життям.

## Розробка

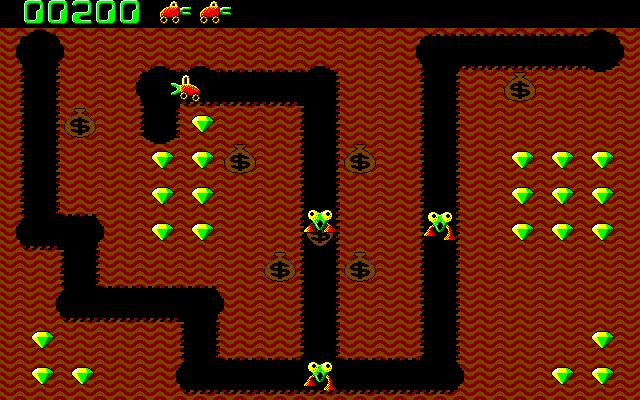
Версія Digger під Windows 95

Digger була створена Робом Слітом, головним розробником Windmill games в 1983 році. Оригінальна гра працювала належним чином тільки на IBM PC/XT і вимагала використання оригінального відеоадаптера CGA. На комп'ютерах, частота процесора яких перевищувала 6 МГц Digger працювала надто швидко. В 1984 Digger було конвертовано для запуску на IBM PCjr та IBM JX. Для запуску на інших платформах використовувався емулятор HCG (Hercules Color Graphics).
У 1998 році Digger був відроджений Ендрю Дженнером, який поновив вихідний код методом зворотної розробки і зробив версію для відеокарт VGA і процесорів Pentium. В 2009 році для PlayStation 3 і Android вийшло HD-перевидання від Creat Studios.